# Castellino Tanaro
Castellino Tanaro – miejscowość i gmina we Włoszech, w regionie Piemont, w prowincji Cuneo.
Według danych na rok 2004 gminę zamieszkiwało 339 osób, 30,8 os./km².